# تیم استارنز
تیم استارنز (انگلیسی: Tim Stearns؛ زادهٔ ۸ اوت ۱۹۶۱) دانشمند زیست‌شناس آمریکایی است. وی استاد در گروه زیست‌شناسی دانشگاه استنفورد، با انتصاباتی در بخش ژنتیک و مرکز سرطان در دانشکده پزشکی استنفورد است.